# Río Heath
Le  Río Heath  est une rivière d'Amérique du Sud qui prend sa source dans les Andes au nord-est du Lac Titicaca. Il marque la frontière entre le Pérou et la  Bolivie sur 217 km et se jette dans le Río Madre de Dios près de la localité de Puerto Heath.

## Géographie
Il sépare deux vastes parcs naturels :
- le parc national Madidi en Bolivie
- le parc national Bahuaja - Sonene au Pérou.

La communauté Eja vit dans la région traversée par le cours d'eau. C'est un groupe ethnique de langue Arawak.